# Несёловский-Спано, Лукаш
Лукаш Несёловский-Спано (родился 19 сентября 1971 года в Падуе) — польский историк древнего мира и античности. Специализируется в истории древней Палестины, библейского Израиля и филистимлян. Директор Института истории Варшавского университета (2016—2020). Декан исторического факультета Варшавского университета (с 2020 г.).

## Биография
В 1997 году окончил Институт истории Варшавского университета, в 2002 году получил докторскую степень, а в 2013 году — абилитацию. С 2003 г. научный сотрудник Института истории Варшавского университета.
С 2008 г. — член Ученого совета Института истории. В 2008—2012, 2015—2016 и 2016—2020 годах он также был членом Совета исторического факультета Варшавского университета . В 2016 году он стал директором Института истории Варшавского университета.
Член редколлегии журналов Palamedes (главный редактор) и Scripta Biblica et Orientalia.
Его докторская диссертация под названием «Мифическое происхождение святых мест в Ветхом Завете» опубликована в 2003 г. (Wydawnictwo Akademickie «Dialog», Варшава, 2003 г.), а в 2011 г. — на английском языке (Origin Myths and Holy Places in the Old Testament, London 2011, London, 2011). Также опубликовал, среди прочего, книгу «Наследие Голиафа. Филистимляне и евреи в библейские времена» (Серия: Монографии Польского научного фонда, Торунь, 2012 г.), также изданную на английском языке (Goliath’s Legacy. Philistines and Hebrews in Biblical Times, Wiesbaden 2016).
Член Европейской ассоциации библейских исследований, Католической библейской ассоциации Америки, Европейской ассоциации иудаистических исследований и Общества библейской литературы.
Активный популяризатор науки: сотрудничал, в частности, с Religia.tv, Польским радио и радио TOK FM.
Член Совета по распространению науки при Президиуме Польской академии наук на период 2019—2022 гг..
Награждён Серебряным крестом за заслуги (2005 г.) .

## Общественная деятельность
Соучредитель общественного движения «Граждане науки». От имени «Граждан науки» он был соавтором и одним из редакторов Пакта о науке Архивная копия от 21 января 2022 на Wayback Machine (Варшава, 2015 г.) — документа, диагностирующего проблемы системы высшего образования и науки в Польше и предлагающего конкретные методы их системного решения. Часто комментирует состояние науки и высшего образования в Польше как на конференциях, например в рамках Национального научного конгресса Архивная копия от 13 июля 2019 на Wayback Machine, так и в традиционных СМИ.

## Избранные публикации
- Mityczne początki miejsc świętych w Starym Testamencie, Warszawa 2003 (Wydawnictwo Akademickie «Dialog»)
- ‘Starożytność’, w: Historia. Repetytorium (seria: «Matura na 100 %»; Wydawnictwo Szkolne PWN); Warszawa 2005, s. 9-43
- Fenicjanie (wraz z M. Burdajewiczem), seria: «Mitologie Świata», wyd. Rzeczpospolita & New Media Concept, Warszawa 2007
- Starożytna Palestyna: Między Wschodem i Zachodem (red.) M. Münnich, Ł. Niesiołowski-Spanò (Studia Historico-Biblica, 1), Lublin 2008
- Zachować tożsamość. Starożytny Izrael w obliczu obcych kultur i religii (red.) P. Muchowski, M. Münnich, Ł. Niesiołowski-Spanò (Rozprawy i Studia Biblijne, 31) Warszawa 2008
- Origin Myths and Holy Places in the Old Testament. A Study of Aetiological Narratives (Copenhagen International Seminar), London — Oakville 2011 (Equinox Publishing / Routledge); pb: Routledge 2016.
- Dziedzictwo Goliata. Filistyni i Hebrajczycy w czasach biblijnych (Monografie Fundacji na rzecz Nauki Polskiej) Toruń 2012 (Wydawnictwo Naukowe Uniwersytetu Mikołaja Kopernika)
- Goliath’s Legacy. Philistines and Hebrews in Biblical Times, (Philippika — Altertumswissenschaftliche Abhandlungen, 83), Wiesbaden 2016 (Harrassowitz Verlag)
- Finding Myth and History in the Bible. Scholarship, Scholars and Errors. Essays in honor of Giovanni Garbini (eds) Ł. Niesiołowski-Spanò, C. Peri, J. West; Sheffield — Oakville 2016 (Equinox Publishing).
- Historia Żydów w starożytności. Od Thotmesa do Mahometa (z Krystyną Stebnicką), Warszawa 2020 (wyd. PWN)